# Komórka płomykowa
Komórka płomykowa, komórka terminalna – nazwa prostego aparatu wydalniczego występującego w filtrującym układzie protonefrydialnym niektórych bezkręgowców. Ma bukłakowaty lub gruszkowaty kształt. Składa się z komórki terminalnej i kanałowej. Pierwsza jest zakończona jedną wicią (tzw. solenocyt) lub wieloma wiciami (tzw. cyrtocyt) zwróconymi do wewnątrz, w stronę kanalika, ułożonymi na kształt płomyka, którego ruch powoduje ruch cieczy dyfundującej z parenchymy do światła kanalików. Druga komórka tworzy przewód wydalniczy. Obydwie komórki są ze sobą żeberkowato połączone i tworzą aparat filtracyjny.